# イバン・ロペス・メンドーサ
イバン・ロペス（Iván López，1993年8月23日 - ）は、スペイン・バレンシア出身の元サッカー選手。現役時代のポジションはディフェンダー。

## 経歴
2011年12月13日、デポルティーボ・ラ・コルーニャ戦でデビュー。
2013年7月17日、ジローナFCに期限付き移籍した。
2014年8月20日のアスレティック・ビルバオ戦でラ・リーガデビューを果たした。2015年7月23日にはレバンテと5年、契約を延長した。
2018年8月28日、ジムナスティック・タラゴナに期限付き移籍した。